# Proleucinodes melanoleuca
Proleucinodes melanoleuca är en fjärilsart som beskrevs av George Francis Hampson 1913. Proleucinodes melanoleuca ingår i släktet Proleucinodes och familjen Crambidae. Inga underarter finns listade i Catalogue of Life.